# Casa di Octavius Quartio

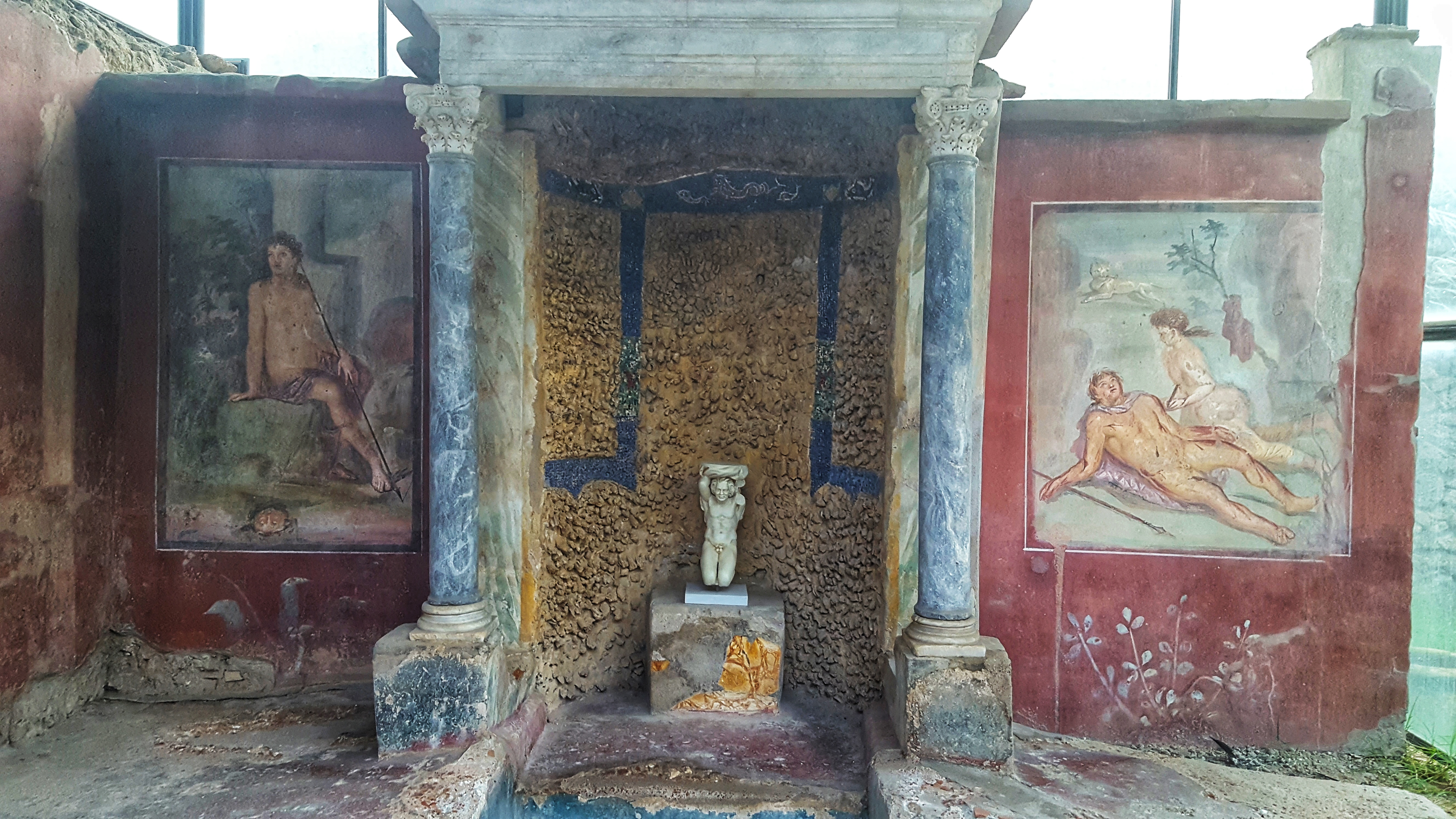
Ädikula mit Fresko von Pyramus und Thisbe

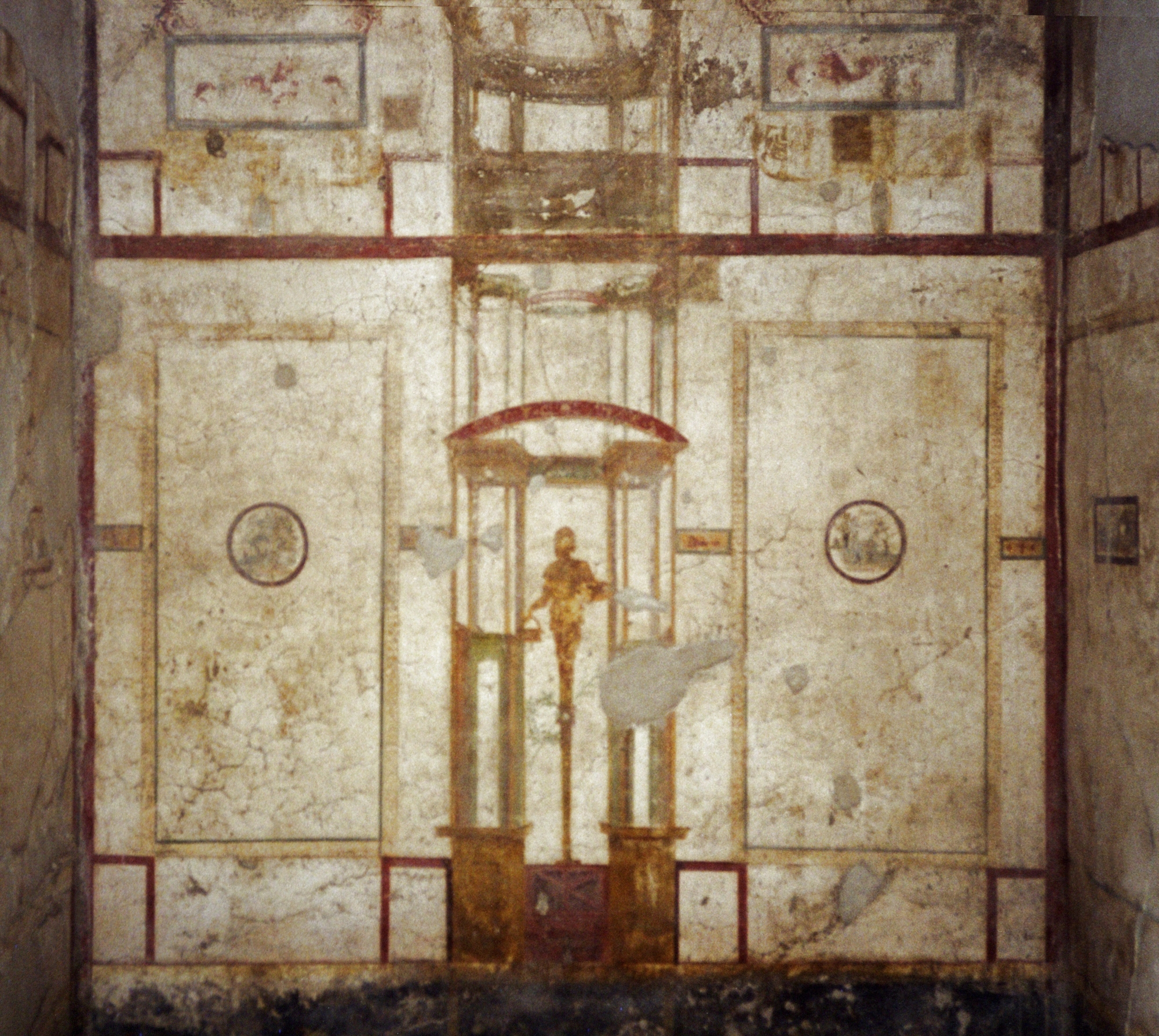
Wandmalerei im Inneren des Hauses von Octavio Quartio

Casa di Octavius Quartio (II 2, 2) (deutsch: Haus des D. Octavius Quartio; falsch auch Haus des Loreius Tiburtinus) ist der moderne Name eines großen Atriumhauses in Pompeji.
Das Haus nahm vor dem Erdbeben 62 n. Chr. eine ganze Insula ein und besaß zwei Atrien und zwei Eingänge. Nach dem Erdbeben wurde ein Teil des Hauses (II 2, 4) abgetrennt und wohl an einen anderen Eigentümer verkauft.
An der Front des Hauses befanden sich zwei Cauponae (Garküchen), über die man auch zu einem Obergeschoss gelangen konnte, wo Räume wohl als Gästezimmer vermietet wurden. Das Haus liegt nahe beim Amphitheater und einem Stadttor von Pompeji.
Vom Eingang gelangte man in ein recht anspruchsloses Atrium, das vor dem Untergang zweckentfremdet worden war. Hier sind Blumen und andere Gewächse gepflanzt worden. In einem der Schlafzimmer, die von dem Atrium ausgingen, fand sich ein Bronzesiegel mit dem Namen D. Octavius Quartio. Bei ihm wird es sich um den letzten Eigentümer des Hauses gehandelt haben. Das Schlafzimmer selber war als Werkstatt umgenutzt worden. Hinter dem Atrium folgte ein kleiner Garten, der mit Säulen geschmückt war. Die hier anschließenden Räume sind mit feinsten Malereien des 4. Stils ausgemalt. Ein Raum fällt besonders durch die Qualität der Malereien auf und zeigt winzige Zweige, Figürchen und schlanke Aedikulen. Der Raum wurde für ein Isisheiligtum gehalten, da in den Feldern Isis-Priester dargestellt sind, doch ist diese Interpretation nicht sicher. Auf der anderen Seite des kleinen Gartens findet man den Oecus (Speisesaal), der auch reich ausgemalt worden ist. Der Sockel ist marmoriert und darüber finden sich Darstellungen des Herakles im Trojanischen Krieg.
Im kleinen Garten fand man diverse ägyptisierende Statuetten, darunter einen Ibis und ein Bes. Es wird vermutet, dass hier Isisanhänger zusammentrafen. An der Rückseite des Hauses befand sich ein langes, von Säulen geschmücktes Wasserbecken. Hier fand man weitere ägyptisierende Statuen, darunter eine Sphinx, aber auch einen Bacchus. Am Ende des Wasserbeckens war ein Platz, an dem man im Freien speisen konnte. Hier stand auch eine kleine Ädikula, links davon mit einem Bild des Narziss und rechts davon Pyramus, der sich gerade getötet hat, nachdem er glaubte, dass seine Geliebte Thisbe von einem Löwen zerfleischt wurde. Thisbe ist gerade dabei, sich aus Trauer umzubringen (siehe Bild). Auf dem daneben liegenden Biclinium befand sich eine kurze Künstlersignatur: Lucius malte (dies). Lucius war anscheinend der Maler dieser Bilder.
Der ganze restliche Teil der Insula wird von einem großen Garten eingenommen, in dessen Mitte sich ein kleiner Tempel befindet.

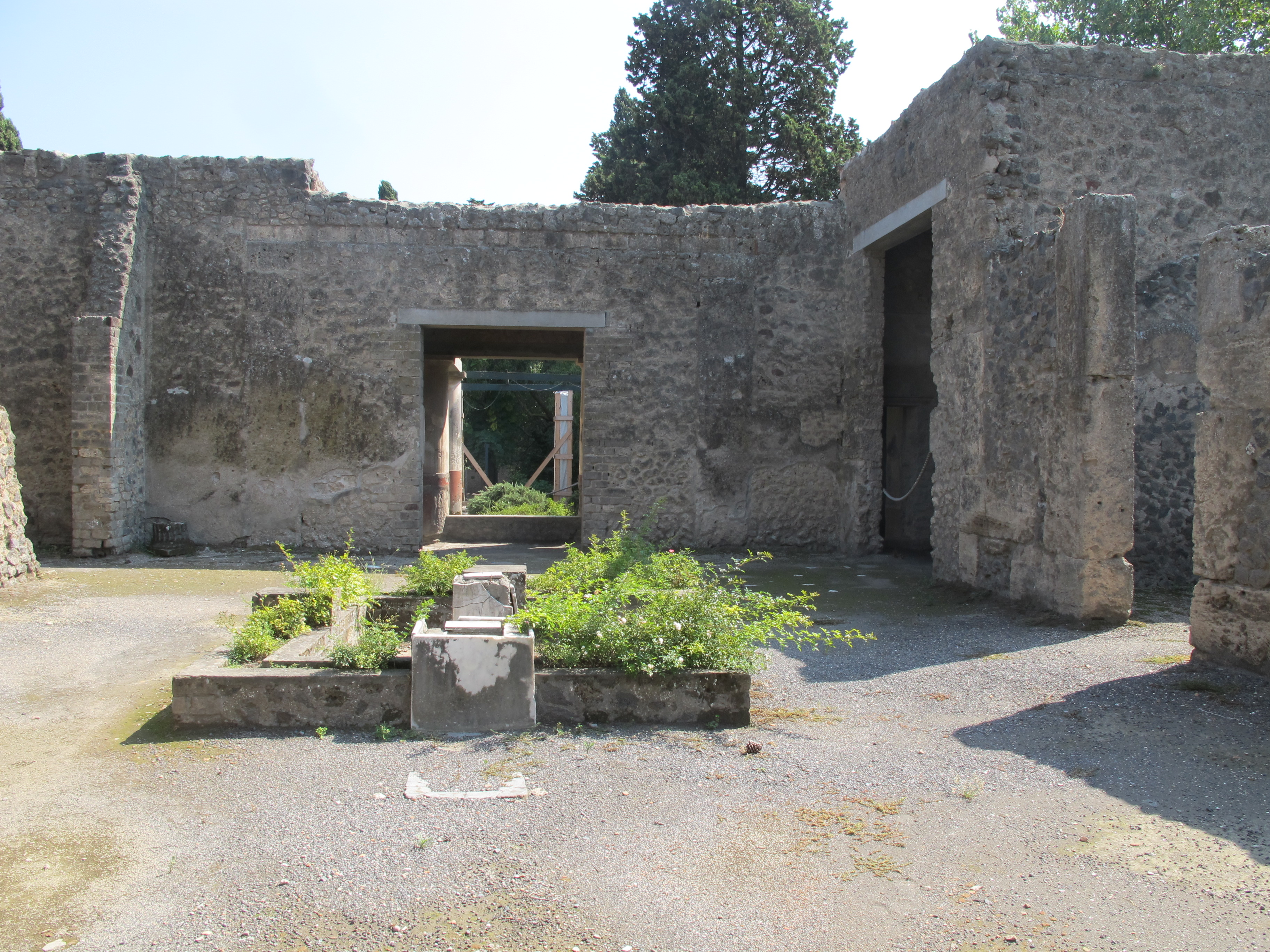
Atrium
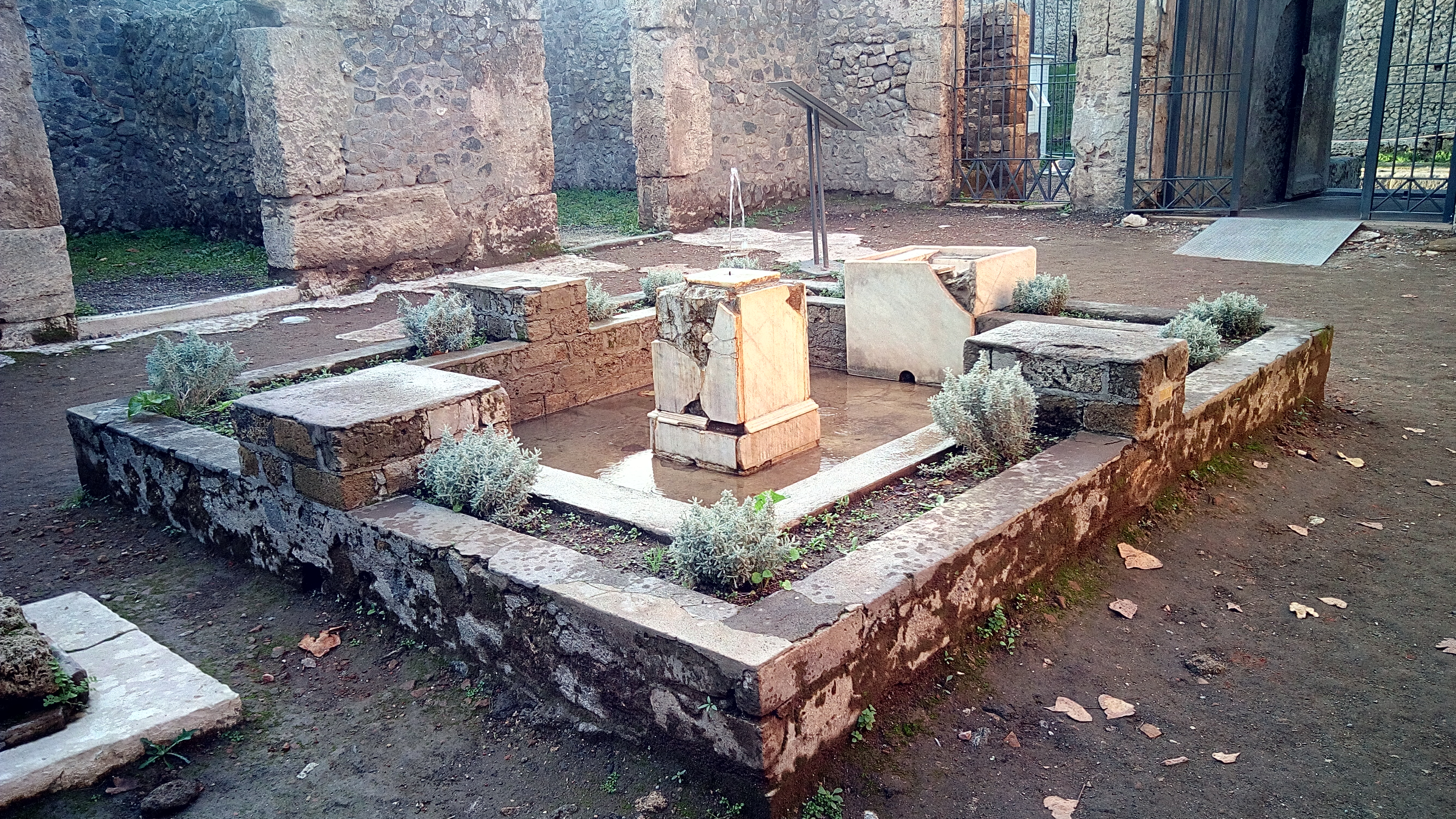
Von Blumenkästen eingefasstes Impluvium im Atrium
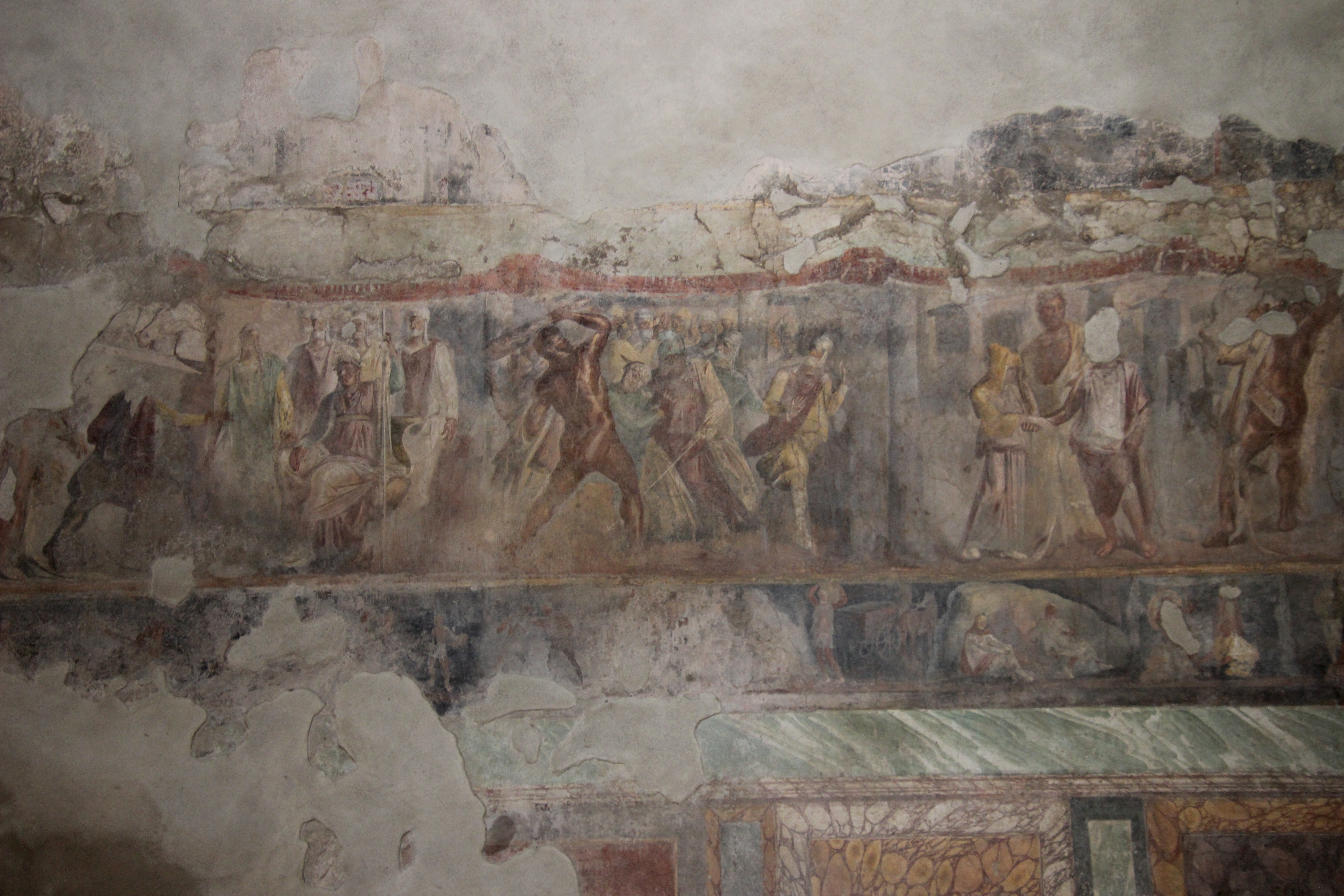
Wandmalereien im Oecus: Herakles im trojanischen Krieg
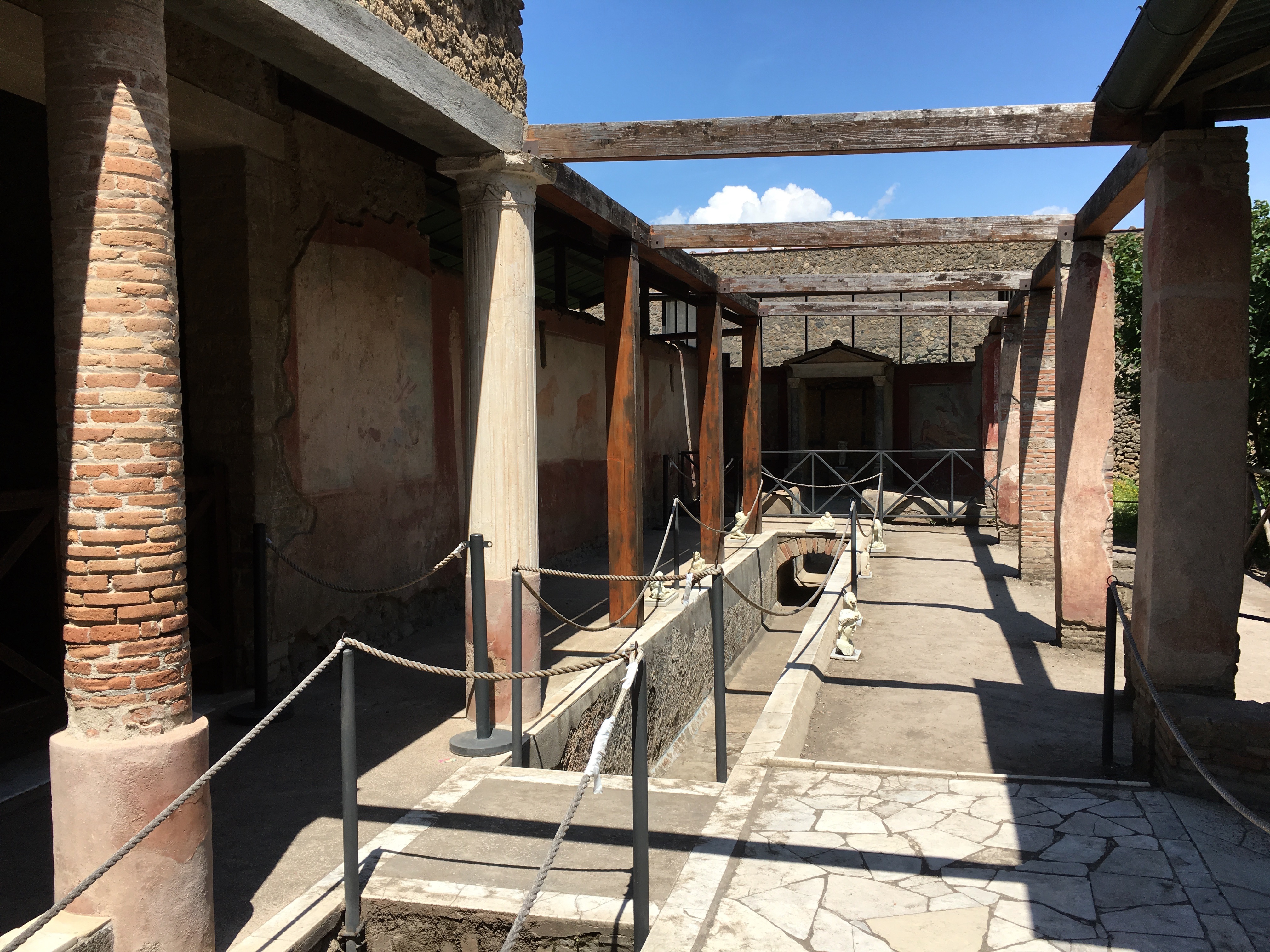
Terrasse nördlich des großen Gartens
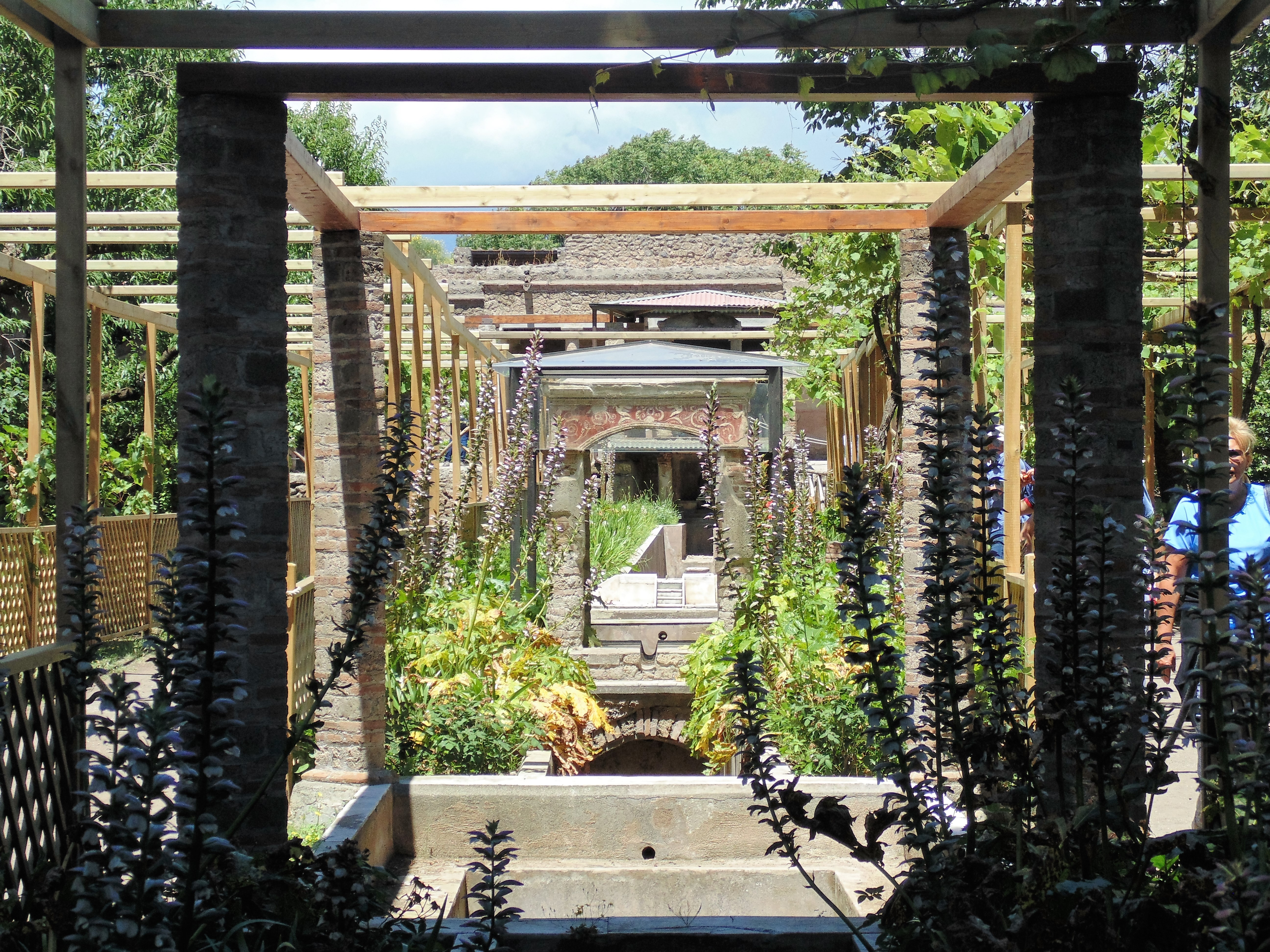
Großer Garten